# Утиное (озеро, Хакасия)
Ути́ное (Утинское, Бейское) — горько-солёное озеро в Хакасии. Расположено на межселенной территории Бейского района, в 6 км юго-восточнее с. Койбалы.
Относится к Утинской группе бессточных озёр. Площадь зеркала 1,3 км². Площадь водосбора — 26,7 км². Высота нум — 340 метров.
Находится в 17 км к северо-западу от районного центра села Бея, на водоразделе рек Ута и Бея. Озёрная котловина имеет вытянутую в северо-восточном направлении форму, представляя собой межкуэстовое понижение среди верхнедевонских красноцветных отложений. Северные и южные берега крутые, западный и восточный — пологие, слегка заболоченные. Окружающие котловину возвышенности имеют относительные превышения в 50—150 м.
Согласно результатам, полученным Томским институтом курортологии и физиотерапии при обследовании озера в августе 1998 года, глубина озера в точках забора проб не превышала 4,2 м, а максимальная мощность донных отложений достигает 0,4 м. Вода в озере горько-солёная, прозрачная, щелочная, по основному ионно-солевому составу хлоридно-сульфатно-натриевая. В воде озера обнаружен бром (1,60 мг/дм³) и ортоборная кислота (19,62 мг/дм³). Донные отложения озера Утиное, несмотря на отдельные целебные свойства, не относятся к лечебным грязям, так как помимо незначительной мощности, имеют высокую степень засоренности и уплотнённости, а также недостаточное количество бальнеологически ценных составляющих.
Используется в рекреационных целях.